# Aufseesianum (Bamberg)
Das Aufseesianum ist ein katholisches Internat mit Tagesschülern im historischen Zentrum der Stadt Bamberg. Es wurde im Jahr 1740 von dem Domkapitular Jodokus Freiherr von Aufseß gestiftet.

## Lage
Das Aufseesianum liegt in einer Mulde zwischen dem Bamberger Domberg und dem ehemaligen Kloster Michelsberg. Der Bamberger Kreuzweg führt unter anderem am Aufseesianum entlang.

## Geschichte
Jodocus Bernhard Freiherr von Aufseß vermachte fast sein ganzes Vermögen in Höhe von 300.000 rheinischen Gulden für die Gründung eines Seminars für Studenten des Bamberger und Würzburger Bistums. Als Gelände für das Seminar sah er ein Grundstück in der später nach ihm benannten Bamberger Aufseesgasse (der heutigen Aufseßstraße) zwischen Domberg und Michelsberg vor. An der Stelle befand sich vorher eine Pilgerherberge, die dem Kloster Michelsberg gehörte. Der Bau des Aufseesianums wurde von Justus Heinrich Dientzenhofer innerhalb eines Jahres errichtet.
Das Seminar wurde am 4. August 1741 eingeweiht und beherbergte damals 36 Jungen, drei Präfekten und den Seminardirektor Friedrich Günther. Im Zuge der Säkularisation wurde das Seminar am 24. Oktober 1803 aufgelöst. Als kurz darauf aus München die Anordnung der bayerischen Staatsregierung eintraf, das Aufseesianum nicht aufzulösen, war es bereits geräumt. Im Schuljahr 1830/1831 wurde das Aufseesianum wieder eröffnet. Der Anstieg der Schülerzahlen erforderte den zwischen 1873 und 1879 erfolgten Ausbau zu der heutigen Dreiflügelanlage. Am Ende des Zweiten Weltkriegs wurde das Haus ab Januar 1945 als Lazarett genutzt und erst im September 1946 wieder als Internat verwendet. Seit 2007 ist im Aufseesianum auch eine zwei- und dreistufige Wirtschaftsschule integriert.

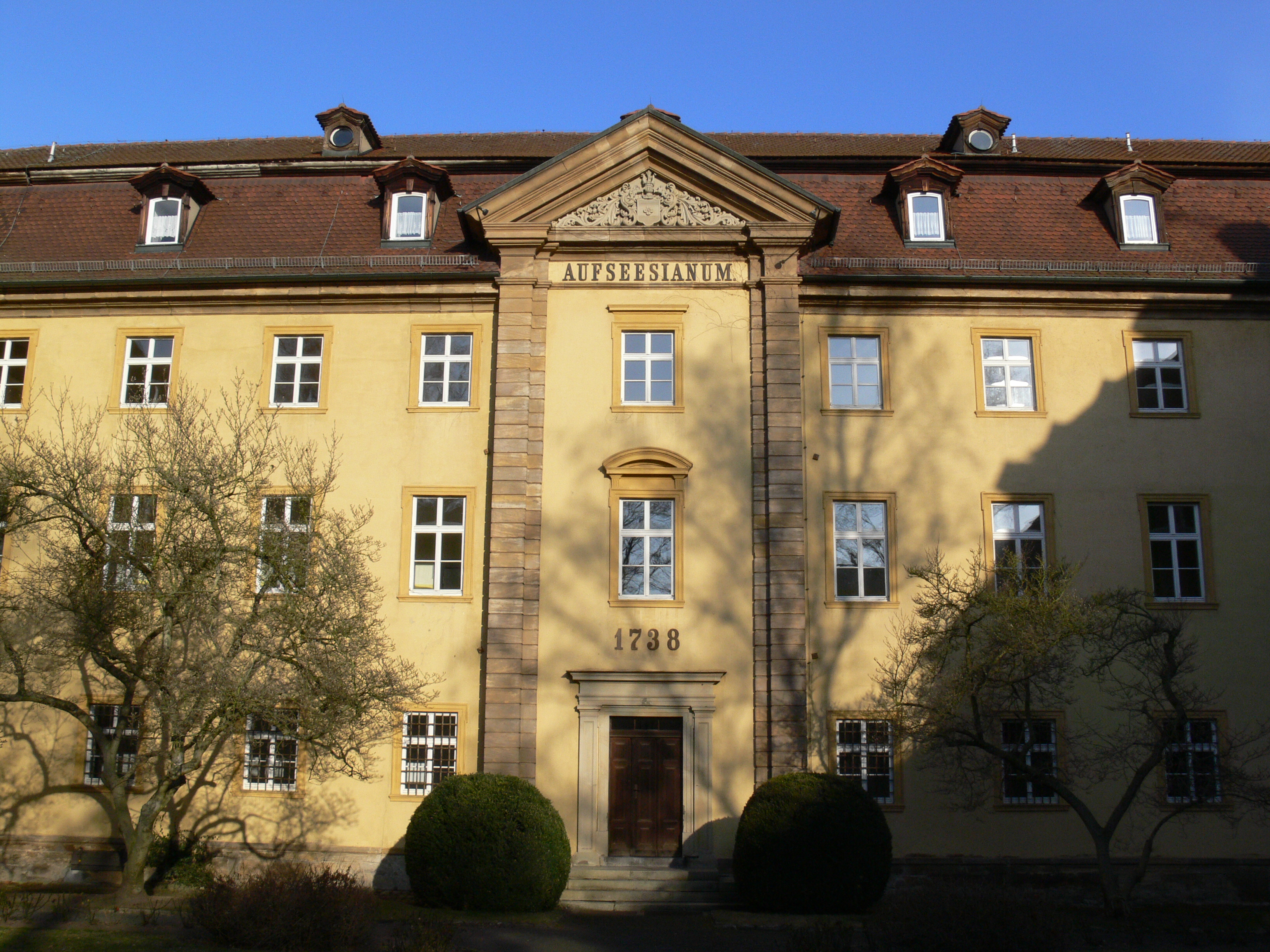
Haupteingang des Aufseesianums
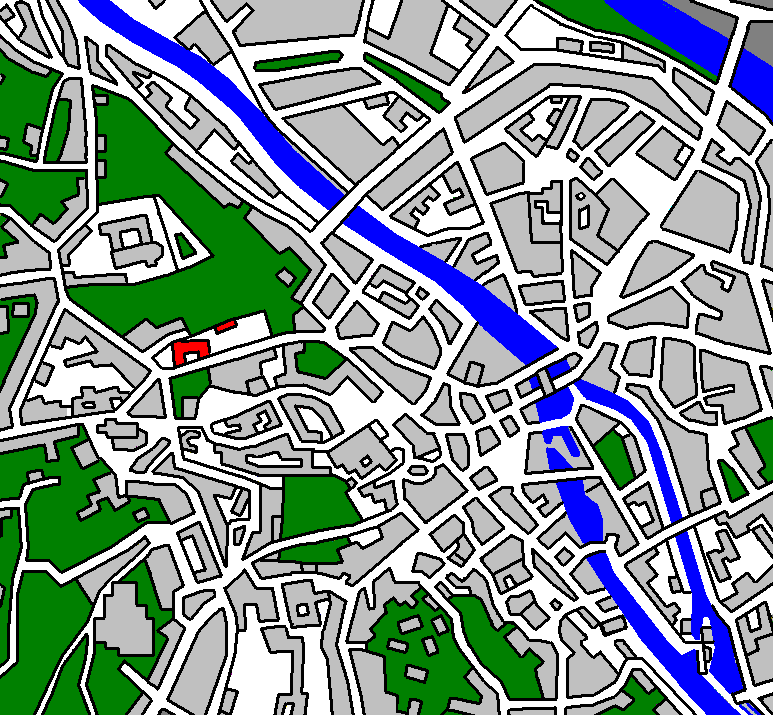
Lage in der Bamberger Altstadt
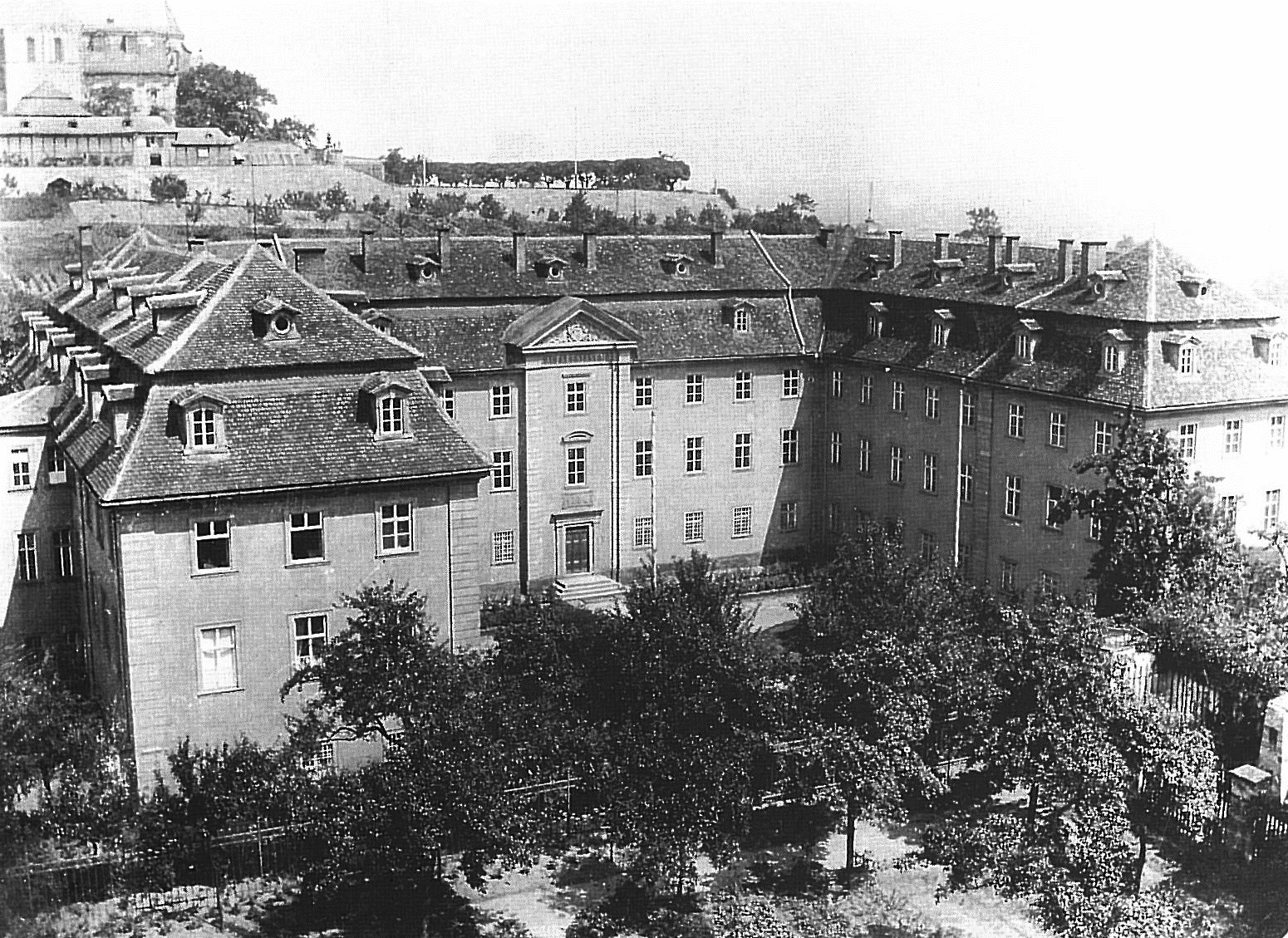
Alois Erhardt: Aufseesianum 1898

## Sonstiges
Ein filmisches Denkmal setzte dem Aufseesianum die Kästner-Verfilmung Das fliegende Klassenzimmer (1973), in der sich Joachim Fuchsberger als Dr. Bökh am Telefon sogar mit dem Realnamen des Internats meldet.